# Altatódal
Az Altatódal (eredeti címe: Chanson douce) Leïla Slimani francia írónő 2016-ban kiadott regénye.

## Háttere
Az Altatódal Slimani második regénye, az első, amit magyarra is lefordítottak. 2018 januárjáig 18 nyelvre fordították le, további 17-re pedig előkészületben volt.
Megjelenése első évében Franciaországban 600 000 példány fogyott belőle.

## Cselekménye
A könyv azt a folyamatot meséli el, amíg egy bébiszitter eljut odáig, hogy meggyilkolja a két rábízott gyermeket. A regényt valós történet inspirálta, Lucia és Leo Krim, két New York-i gyermek megölésének történetén alapul.

## Kritikai fogadtatása
Aida Edemariam, a The Guardian kritikusa szerint az Altatódal „jó stílusban megírt [...] kiválóan kivitelezett” munka. A regényt két kritikus, Celia Walden a The Telegraph újságírója, és Lucy Scholes, az The Independent írója, is a Holtodiglan (2012) című amerikai regényhez hasonlította. Scholes így írt róla, hogy „olyan pszicho-thriller, amely végig izgalomban tart”.

## Díjak
A regény 2016-ban elnyerte a Goncourt-díjat, a legmagasabb francia irodalmi elismerést.

## Kiadásai
- Chanson douce. Franciaország: Éditions Gallimard (2016). ISBN 978-2-07-019667-8 240 oldal[7]
- Lullaby. Egyesült Királyság: Faber and Faber (2018). ISBN 978-0571337538 224 oldal[8]
- The Perfect Nanny. Egyesült Államok: Penguin Books (2018). ISBN 978-0143132172 240 oldal[9]

### Magyarul
- Altatódal; ford. Lőrinszky Ildikó; Európa, Bp., 2017 ISBN 978-9634058281, 237 oldal